# Référendum constitutionnel des Tuvalu de 2008
Le référendum constitutionnel des Tuvalu du 30 avril 2008 a demandé aux électeurs s'ils voulaient garder le système de monarchie parlementaire ou bien abolir la monarchie et établir une république.
Le taux de participation a été faible, avec environ 2 000 votants sur les 9 000 possibles. 1 260 électeurs ont voté pour le maintien de la monarchie et 679 pour l'instauration d'une république. Par conséquent, l'État des Tuvalu conserve sa forme monarchique et Élisabeth II du Royaume-Uni, chef du Commonwealth, reste reine des Tuvalu, comme avant le référendum.